# Monopole du sel en Suisse

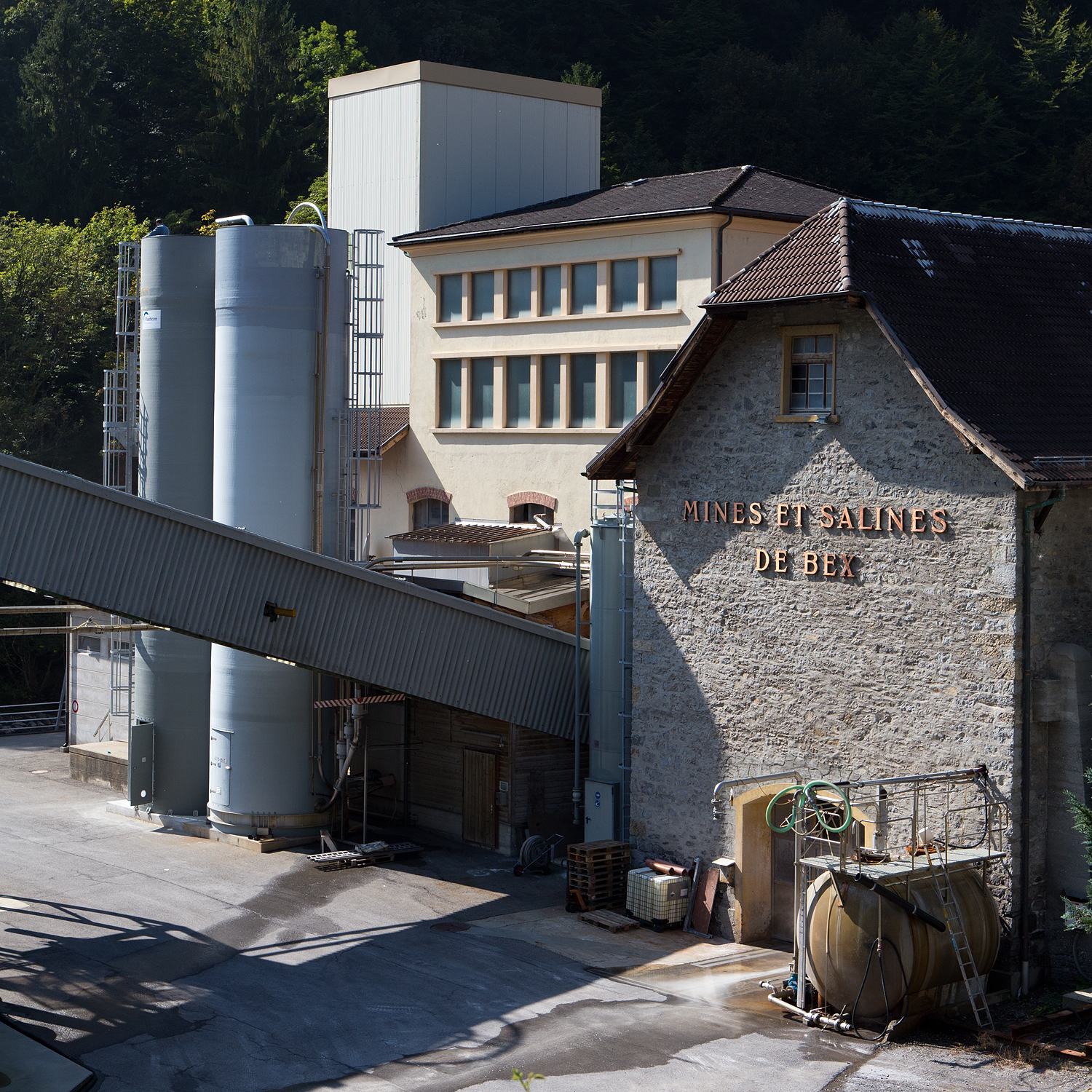
Les Salines de Bex, qui ont longtemps exercé le monopole dans le canton de Vaud.

En Suisse, la vente de sel fait l’objet d’un monopole étatique exercé par les cantons appelé régale du sel. Issu du Moyen-Âge, il est fondé sur un concordat intercantonal et exercé par les Salines suisses. C'est l’un des tout derniers monopoles publics du pays.

## Histoire

### Du Moyen Âge à l'époque moderne
La vente de sel, ressource stratégique par excellence, fait depuis l'Antiquité romaine l'objet d'un contrôle accru. Au Moyen Âge, en France, la vente de sel est contrôlée par le pouvoir royal : c'est la gabelle. Dans les cantons suisses, qui ne disposent pas de sources de sel, l'approvisionnement se fait via les puissances étrangères. Sa vente est d'abord libre, mais réservée à une élite de marchands de plus en plus puissants, qui finissent par en obtenir un monopole (par exemple Gaspard Stockalper),.
Au XVIIe siècle, le monopole de la vente passe à l'État. Selon les cantons, il s'accompagne d'une gabelle plus ou moins élevée. Ces différences de tarifs provoquent un important trafic avec la France voisine, en particulier la Savoie et la Franche-Comté. L'instauration du monopole étatique mène à la guerre des paysans de 1653, ceux-ci demandant un retour au libre-marché, tentative sans suite.
Lors de la République helvétique, le monopole est centralisé mais, après sa chute, il retourne en mains des cantons. Dès 1840, l'approvisionnement devient exclusivement indigène. La vente est particulièrement protégée : le recel de sel est ainsi un crime pénal dans plusieurs cantons.

### Création des Salines suisses
En 1973, tous les cantons suisses à l'exception de Vaud et la principauté du Liechtenstein signent la Convention intercantonale sur la vente du sel en Suisse (CISel), transférant leur régale à une société de droit privé, Salines du Rhin SA. Dans le canton de Vaud, le monopole cantonal est maintenu au profit des Salines de Bex, qui demeurent fournisseur unique.
En 2014, le canton de Vaud décide de modifier sa régale cantonale et d'adhérer au concordat. Les Salines de Bex sont ainsi fusionnées avec les Salines du Rhin et deviennent les Salines suisses SA.
Le monopole est régulièrement remis en cause, particulièrement à cause de son coût élevé. Début 2014, à la suite de plusieurs hivers rigoureux, la Confédération doit intervenir pour forcer une redistribution en cas de profits élevés. Le Conseil fédéral considère que le monopole n'est plus justifié et donc obsolète.

## Aspect juridique
Le monopole est une entrave à la liberté économique, protégée par la Constitution fédérale. Néanmoins, les cantons peuvent y déroger dans le cadre de leurs droits régaliens (article 94 alinéa 4 Cst.). Sa suppression devrait en conséquence venir des cantons, une intervention de la Confédération ne pouvant signifier qu'une réduction de la portée des droits régaliens.
Concrètement, le monopole prend la forme d'un concordat intercantonal, la Convention intercantonale sur la vente du sel en Suisse (CISel). Celle-ci est hiérarchiquement placée entre le droit fédéral et le droit cantonal. Elle interdit la vente et l'importation de sel en Suisse sans l'accord des Salines suisses. Les particuliers peuvent importer gratuitement du sel de table en dessous de 50 kg. Au-dessus de ce seuil et pour les entreprises, l'importation est soumise à un permis qui exige que le sel importé ne fasse pas partie du catalogue des Salines suisses, ainsi qu'à un paiement d'une somme forfaitaire de 100 francs. L'importation de sel de déneigement ou industriel est elle proscrite.

## Impact économique
La taxe a rapporté en 2017 environ un million de francs aux cantons.

## Controverse

### Aspects positifs
Selon les Salines suisses, le monopole du sel permet une forme de sécurité alimentaire, surtout du point de vue de la mobilité : en garantissant d'importants stocks nationaux, l'entreprise assure des délais de livraison très courts et éviterait une pénurie en cas de très fortes chutes de neige. Ce système créerait aussi une forme de solidarité intercantonale, en garantissant les mêmes prix dans tout le pays, que ce soit dans les régions alpines éloignées ou urbaines. Il ferait aussi économiser aux communes le coût de stockage prévisionnel.
Grâce au contrôle de l'approvisionnement, les Salines assureraient aussi une mission de santé publique en vendant du sel iodé et fluoré, prophylaxie experimentée par le médecin valaisan Otto Bayard et qui a permis l’éradication du crétinisme. De même, en forçant une consommation indigène, le monopole permet un bilan carbone particulièrement bas.

### Aspects négatifs
La régale du sel est souvent vue comme un outil archaïque et dépassé, que même la Chine a abandonné. Ses opposants critiquent notamment l'absence de concurrence économique dans le domaine, qui empêche un ajustement réaliste des prix. De plus, les bénéfices se font au profit des cantons sur le dos des communes,, en particulier les gros cantons actionnaires ne sont pas ceux qui ont les plus gros besoin en sel de déneigement. Le sel suisse reste de fait largement au-dessus des prix européens : en 2013, il valait entre 40 et 50 francs en Grande-Bretagne, contre 190 francs en Suisse.
Le déneigement coûte ainsi très cher aux communes, ce qui a justifié une intervention de la surveillance fédérale des prix. Jusqu'en 2014, il n'était pas possible pour des particuliers d'importer leur propre sel, restreignant considérablement leur liberté de choix. De plus, devant utiliser uniquement du sel indigène, les Salines suisses sont forcées de prospecter de plus en plus loin, ce qui n'est pas sans causer certaines oppositions environnementales,.